# Kreuz für Auszeichnung im Kriege

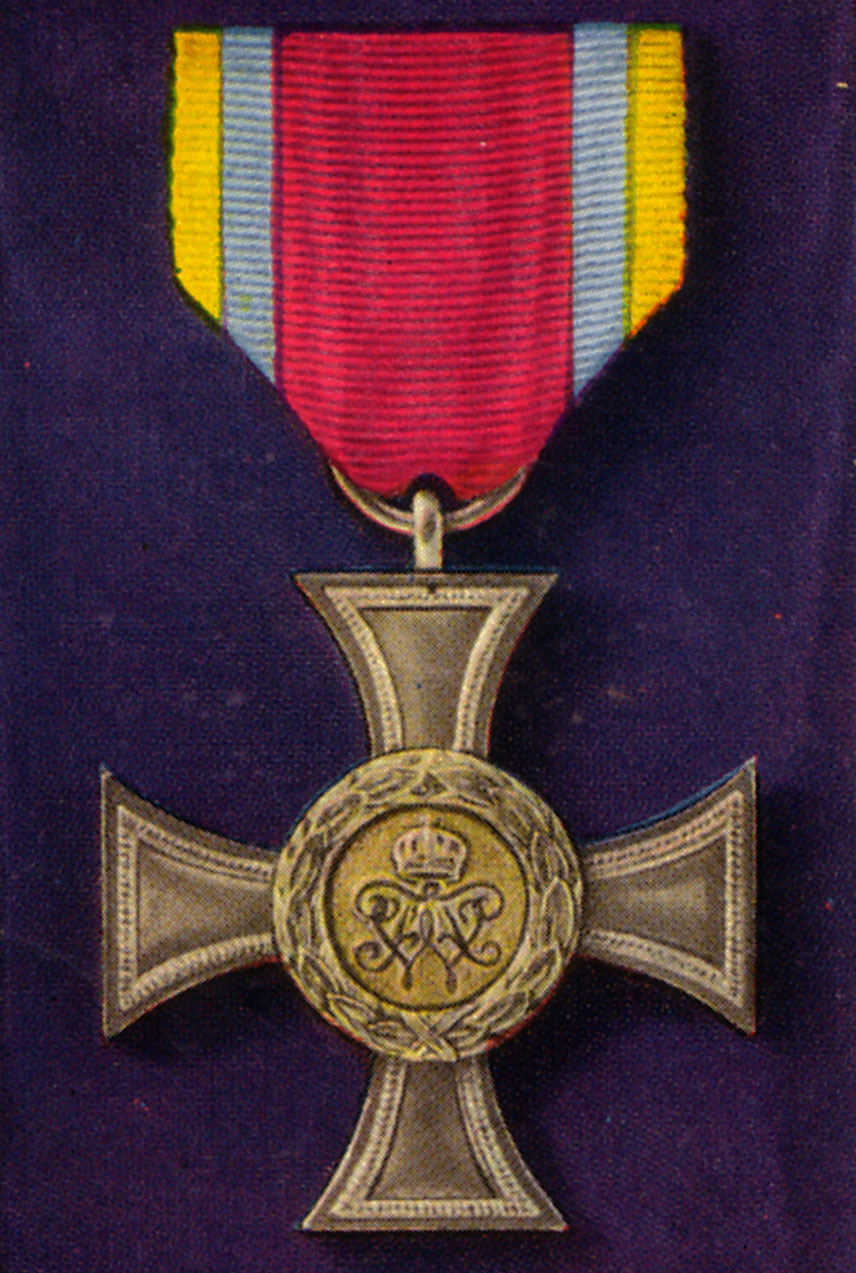
Kreuz für Auszeichnung im Kriege (1914/18) am Nichtkämpfer-Band

Das Kreuz für Auszeichnung im Kriege wurde am 10. März 1871 von Großherzog Friedrich Wilhelm von Mecklenburg-Strelitz gestiftet und konnte an alle Angehörigen des Großherzogtums verliehen werden, die sich während des Deutsch-Französischen Krieges 1870/71 verdient gemacht hatten.
Das Ordenszeichen ist ein silbernes Kreuz. Mittig von einem Lorbeerkranz umschlossen die gekrönten und verschlungenen Initialen des Stifters F W. Im unteren Kreuzarm steht die Jahreszahl 1871. Auf der Rückseite die Inschrift TAPFER UND TREU. Wurde die Auszeichnung an andere Souveräne verliehen, so lautete die Inschrift FÜR TAPFERKEIT.
Getragen wurde der Orden an einem hellblauen Band mit hellgelb-ponceauroten Randstreifen auf der linken Brust. Nichtkombattanten trugen die Auszeichnung an einem karmoisinroten Band mit hellblau-gelben Randstreifen.
Mit Ausbruch des Ersten Weltkriegs erneuerte Großherzog Adolf Friedrich VI. am 11. August 1914 den Orden. Mittig waren nun die Initialen A F und im unteren Kreuzarm die Jahreszahl 1914 zu lesen.
Am 1. Januar 1915 wurde der Orden um eine Klasse erweitert und bestand nun aus der II. Klasse, dem bisherigen Kreuz, sowie der I. Klasse, einem Steckkreuz mit der Inschrift FÜR TAPFERKEIT.